# Acyphoderes bayanicus
Acyphoderes bayanicus là một loài bọ cánh cứng trong họ Cerambycidae.